# Trichostrongylus capricola
Trichostrongylus capricola är en rundmaskart som beskrevs av Ransom 1907. Trichostrongylus capricola ingår i släktet Trichostrongylus och familjen Trichostrongylidae. Arten är reproducerande i Sverige. Inga underarter finns listade i Catalogue of Life.